# Bouchemaine
Bouchemaine é uma comuna francesa na região administrativa da Pays de la Loire, no departamento de Maine-et-Loire. Estende-se por uma área de 19,81 km². Em 2010 a comuna tinha 6 937 habitantes (densidade: 350,2 hab./km²).